# Coala
Coala är en ort i Burkina Faso.   Den ligger i regionen Centre-Ouest, i den centrala delen av landet, 60 km väster om huvudstaden Ouagadougou. Coala ligger 306 meter över havet och antalet invånare är 3 981.
Terrängen runt Coala är platt. Närmaste större samhälle är Boulpon, 11,2 km norr om Coala.
Omgivningarna runt Coala är i huvudsak ett öppet busklandskap. Runt Coala är det ganska tätbefolkat, med 100 invånare per kvadratkilometer.